# Ruch obrotowy

Przekładnia ślimakowa jako przykład ruchu obrotowego względem stałej osi obrotu

Ruch obrotowy wokół ustalonej osi – szczególny przypadek ruchu obrotowego, rozważany w nauczaniu fizyki. Ograniczenie zagadnienia do stałej osi obrotu wyklucza możliwość opisania takich zjawisk, jak chwianie się lub precesja.
W ruchu obrotowym wokół ustalonej osi, wszystkie punkty bryły poruszają się po okręgach o środkach leżących na jednej prostej zwanej osią obrotu, a okręgi te leżą w płaszczyźnie prostopadłej do osi obrotu. Rozważa się obrót punktu materialnego oraz bryły sztywnej wokół ustalonej osi obrotu. Ograniczenie to umożliwia przyjęcie pojęć i sformułowania praw rządzących tym ruchem będących odpowiednikami praw ruchów liniowych. Opis ruchu wokół nieustalonych osi obrotu jest bardziej skomplikowany.
Ruch bryły wokół ustalonej osi obrotu często występuje w technice, wiele ruchów można opisać jako złożenie ruchu postępowego i obrotowego względem osi o ustalonym kierunku.

Ruch obrotowy punktu, prędkość kątowa

## Kinematyka
Wybierając do opisu ruchu układ współrzędnych walcowych o osi będącej osią obrotu, jedyną zmieniającą się współrzędną jest kąt o jaki obraca się opisywane ciało. Przez co ruch obrotowy o ustalonej osi obrotu punktu materialnego i bryły sztywnej jest matematycznym odpowiednikiem ruchu postępowego po linii prostej.
Zmiany kąta w czasie opisuje prędkość kątowa określona jako:
{\displaystyle \omega ={\frac {d\theta }{dt}}.}
Zmiany prędkości kątowej opisuje przyspieszenie kątowe:
{\displaystyle \varepsilon ={\frac {d\omega }{dt}}={\frac {d^{2}\theta }{dt^{2}}},}
gdzie:
{\displaystyle \varepsilon } – przyspieszenie kątowe,
{\displaystyle \omega } – prędkość kątowa,
{\displaystyle \theta } – kąt.

### Związek między prędkością liniową w prędkością kątową
{\displaystyle v=\omega l}
lub
{\displaystyle v={\frac {d\theta }{dt}}l}
gdzie: {\displaystyle v} – prędkość liniowa w ruchu po okręgu o promieniu {\displaystyle l}.

### Energia kinetyczna ruchu obrotowego
(1) Energia kinetyczna ciała punktowego, poruszającego się po okręgu o promieniu  {\displaystyle l}:
{\displaystyle E_{\text{rot}}={\frac {1}{2}}ml^{2}\omega ^{2}}
gdyż:
{\displaystyle E_{\text{rot}}={\frac {mv^{2}}{2}}={\frac {m(\omega l)^{2}}{2}}={\frac {1}{2}}ml^{2}\omega ^{2}}
(2) Energia kinetyczna {\displaystyle E_{\text{rot}}} bryły sztywnej składającej się z ciał punktowych jest sumą energii kinetycznej tych ciał i jest dana wzorem
{\displaystyle E_{\text{rot}}=\sum _{i=1}^{n}{\frac {1}{2}}m_{i}l_{i}^{2}\omega ^{2}={\frac {1}{2}}I\omega ^{2}},
gdzie {\displaystyle I=\sum _{i=1}^{n}m_{i}l_{i}^{2}} - moment bezwładności ciała.

## Dynamika
Podstawowym prawem opisującym ruch bryły sztywnej jest druga zasada dynamiki ruchu obrotowego:
{\displaystyle {\vec {M}}={\frac {\vec {dL}}{dt}},}
gdzie:
{\displaystyle {\vec {M}}={\vec {r}}\times {\vec {F}},}
gdzie {\displaystyle M} jest momentem siły względem obranego punktu odniesienia, a {\displaystyle L} – krętem (momentem pędu) względem tego samego punktu odniesienia.
Jeżeli obrót odbywa się względem osi stałej lub sztywnej wówczas druga zasada dynamiki dla ruchu obrotowego może być napisana w następujący sposób:
{\displaystyle {\vec {M}}=I{\frac {d{\vec {\omega }}}{dt}}=I{\vec {\varepsilon }},}
gdzie {\displaystyle M} oznacza moment siły a {\displaystyle I} moment bezwładności względem osi obrotu.
Gdy brak momentu sił zewnętrznych {\displaystyle (M=0),} z pierwszego wzoru można otrzymać równanie ilustrujące zasadę zachowania momentu pędu
{\displaystyle {\frac {\vec {dL}}{dt}}=0,}
{\displaystyle {\vec {L}}=\operatorname {const} .}
Gdy oś obrotu jest ustalona, brak momentu sił oznacza stałość prędkości kątowej, ponieważ
{\displaystyle L=I{\vec {\omega }}=\operatorname {const} ,}
co przy stałości {\displaystyle I} oznacza
{\displaystyle {\vec {\omega }}=\operatorname {const} .}
Ruch taki nazywany jest jednostajnym ruchem obrotowym.